# City of Echoes
| Оценки критиков | Оценки критиков |
| Источник        | Оценка |
| --------------- | --- |
| Alarm           | (Positive) |
| allmusic        | [ 1 ] |
| Decibel         | (Positive) |
| Pitchfork Media | (4.4/10) |
| Spin            | [ 4 ] |
| Stylus          | B− |
| Terrorizer      | 8,5 из 10 звёзд · 8,5 из 10 звёзд · 8,5 из 10 звёзд · 8,5 из 10 звёзд · 8,5 из 10 звёзд · 8,5 из 10 звёзд · 8,5 из 10 звёзд · 8,5 из 10 звёзд · 8,5 из 10 звёзд · 8,5 из 10 звёзд |

City of Echoes — третий студийный альбом американской пост-метал группы Pelican из Чикаго, изданный 5 июня 2007 года независимым лейблом Hydra Head Records. Тематический центр альбома — глобализация; критики восприняли это намерение с разной степенью энтузиазма.
City of Echoes просочился в Интернет в начале 2007 года. Для винилового формата альбома было выпущено пять цветовых вариаций. Это включает в себя чёрный, серебристый, полупрозрачный синий, прозрачный и чёрный «брызги», а также светло-розовый и чёрный «брызги» дизайны пластинок.

## Отзывы
Альбом получил смешанные и положительные отзывы музыкальной критики и интернет-изданий.
Отзывы о City of Echoes были смешанными, но в целом положительными. Гитарист Лоран Шредер-Лебек описал его как свой «поп-альбом», ссылаясь на тот факт, что он классифицируется как наиболее доступный для основной аудитории. Таким образом, его можно отличить от более раннего материала, поскольку он состоит из «более коротких песен и расширенной цепляемости». Том Линч из Newcity Chicago описывает его как «колоссальный отход, кажущийся явным отказ от всего, что было раньше. Но не обязательно в плохом смысле». С этой целью его хвалили как редкость, как инструментальный альбом, «который действительно хочется слушать снова и снова». Обзор Spin приписал это «более зрелому» подходу, «с заглавным треком и сильно мелодичной „Bliss in Concrete“, достигающими в пяти- или шестиминутных мини-эпосах того, на что раньше группе требовалось вдвое больше времени и усилий».
Послание альбома было направлено на осуждение глобализации, однако некоторые критики были разочарованы результатами. Джо Маклафлин отмечает: «когда Pelican заявляют, что пластинка фокусируется на „однородных эффектах глобализации“, я думаю, что меня оправдывают, если я хочу чего-то большего, чем замысловатый гитарный рифф и грохочущая басовая линия, чтобы поразмыслить над […] Я изо всех сил пытаюсь получить осязаемый смысл исключительно из грохочущих тарелок, подкрепляющих искажённые гитары».
Много критики было высказано в адрес игры на барабанах Ларри Хервега, а Грейсон Каррин написал для Pitchfork Media, что он «последовательно мешал своему чикагскому инструментальному квартету стать таким же выдающимся, каким его долгое время расхваливали», и что на этом альбоме «все хуже, чем когда-либо, в основном потому, что теперь кажется, что превосходный и постоянно развивающийся гитарный дуэт Лорана Шредера-Лебека и Тревора де Брау лучше, чем когда-либо были». Сами Pelican знают об этой повсеместной критике. Гитарист Тревор де Брау в статье в Decibel утверждает, что «на первых двух пластинках Pelican были гитарной группой. На этой мы настоящая группа, и это имеет для меня огромное значение», и что «некоторые люди думают об инструментальной музыке как о музыке, в которой музыканты должны постоянно рвать. Это никогда не было направлением Pelican — мы никогда не хотели быть похожими на Don Caballero или Hella».
В обзоре Allmusic утверждается, что на этом релизе «Хервегу предоставлен гораздо больший диапазон самовыражения, и местами он фактически играет против ритма, как будто выбиваясь из ритма, но при этом создавая новое пространство для гитар с точки зрения темпа и фактуры».

## Список композиций
Все песни написаны Pelican.
| №  | Название                          | Длительность |
| -- | --------------------------------- | ------------ |
| 1. | «Bliss in Concrete»               | 5:30         |
| 2. | «City of Echoes»                  | 7:06         |
| 3. | «Spaceship Broken - Parts Needed» | 6:04         |
| 4. | «Winds with Hands»                | 3:57         |
| 5. | «Dead Between the Walls»          | 5:06         |
| 6. | «Lost in the Headlights»          | 4:10         |
| 7. | «Far from Fields»                 | 5:18         |
| 8. | «A Delicate Sense of Balance»     | 5:24         |

## Чарты
| Чарт (2007)                            | Высшая позиция |
| -------------------------------------- | -------------- |
| США (Billboard Top Heatseekers Albums) | 9              |
| США (Billboard Independent Albums)     | 40             |